# Sphaeromopsis amathitis
Sphaeromopsis amathitis là một loài chân đều trong họ Sphaeromatidae. Loài này được Holdich & Jones miêu tả khoa học năm 1973.